# 11番目の時間
「11番目の時間」（じゅういちばんめのじかん、原題: "The Eleventh Hour"）は、イギリスのSFドラマ『ドクター・フー』の第5シリーズ第1話。2010年4月3日に BBC One と BBC HD で初放送された。本作は新たな筆頭脚本家兼エグゼクティブ・プロデューサーのスティーヴン・モファットが脚本を、アダム・スミスが監督を担当した。キャストと製作スタッフは本作から一新された。
本作では11代目ドクター（演:マット・スミス）の乗るタイムマシンターディスがイングランドの村レドワースに墜落し、スコットランド人の少女アメリア・ポンド（演:ケイトリン・ブラックウッド）と出会う。ドクターはターディスの故障が原因でその場を去らざるを得なくなるが、5分後に戻るとアメリアに約束する。しかし彼の到着は12年遅れ、アメリアは成長してエイミー（演:カレン・ギラン）に成長し、彼を信じなくなっていた。彼は地球外生物プリズナーゼロを地球もろとも討伐しにやって来た宇宙警察アトラクシにプリズナーゼロを引き渡すべく、彼女の信頼を得ようとする。
本作ではマット・スミスが初めてドクター役で主演を努め、カレン・ギランも彼の新しいコンパニオンとして出演した。また、アーサー・ダーヴィルもエイミーの彼氏ローリー・ウィリアムズ役で初出演し、後にメインキャストとなった。再生直後のドクターは休眠するのが『ドクター・フー』の習わしであったが、モファットはドクターにいきなり世界を救ってもらうことに決めた。本作では宇宙の裂け目が導入され、第5シリーズのストーリー・アークを設定することとなった。
「11番目の時間」はイギリス国内で1008万人の視聴者数を記録し、各シーズンの第1話で最高記録を誇った「マネキンウォーズ」を破った。オンラインの BBC iPlayer やアメリカ国内のBBCアメリカでも人気を集めた。本作はスミスとギランをシリーズに歓迎する批評家から肯定的にレビューされた。

## 製作

### 背景とキャスティング

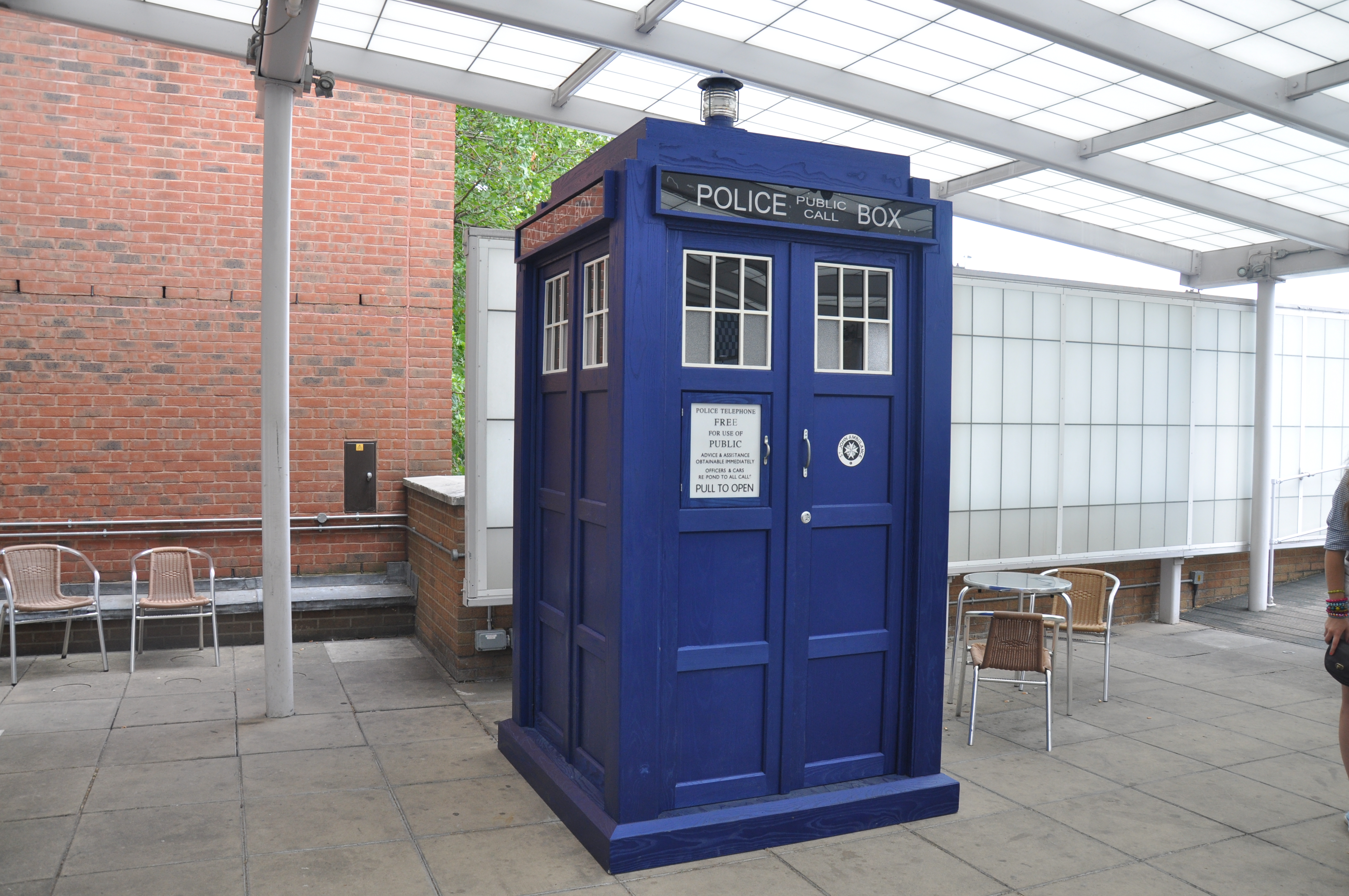
本作から外装が新しくなったターディス

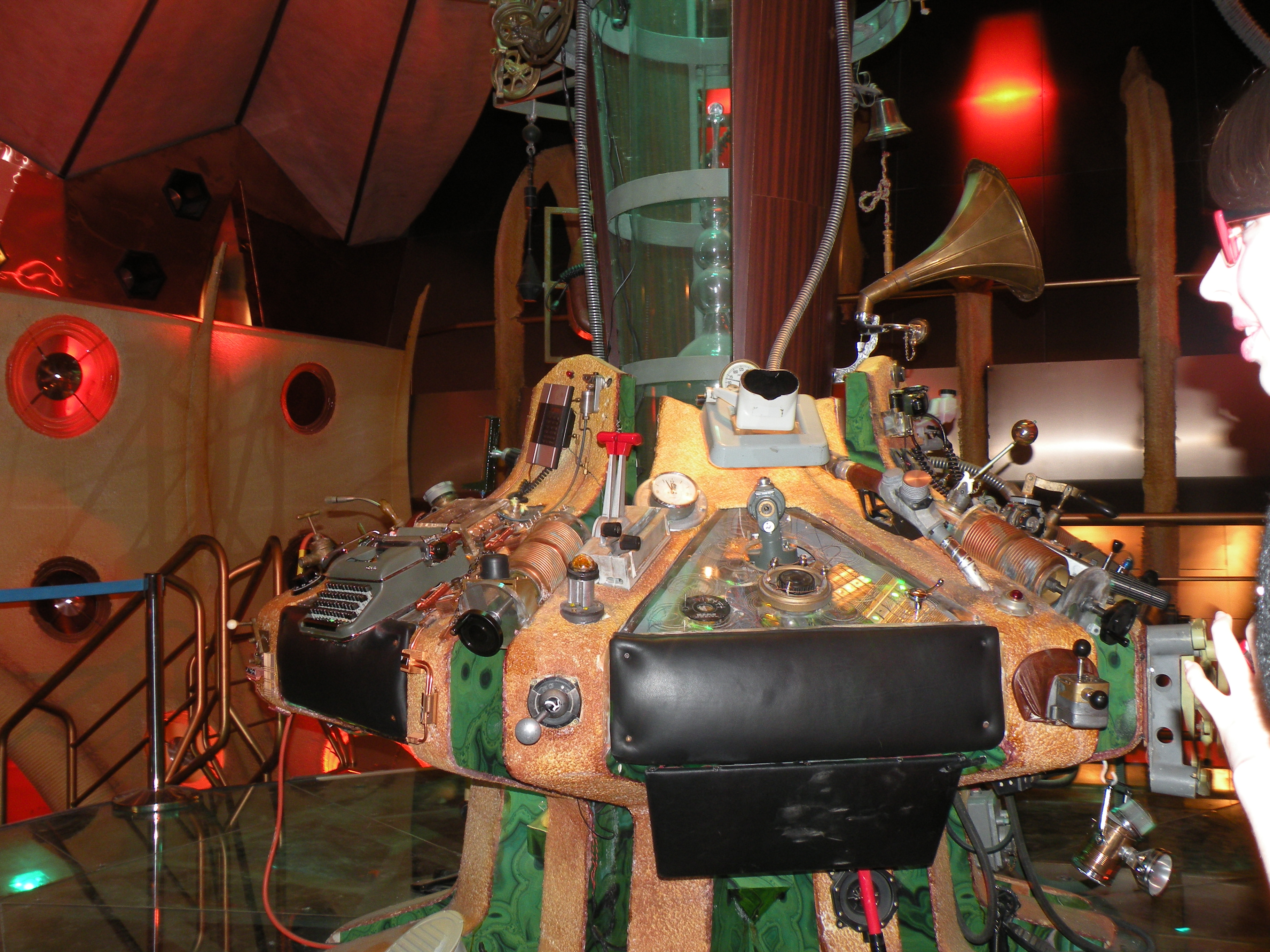
ターディスの内装

「11番目の時間」では製作に変化が起きた。その1つとして、スティーヴン・モファットがラッセル・T・デイヴィスからエグゼクティブ・プロデューサーと筆頭脚本家を引き継いだ。ピアーズ・ウェンガーとベス・ウィリスはジュリー・ガードナーに代わってエグゼクティブ・プロデューサーに就いた。新しいロゴが新しいタイトルシークエンスに組み込まれ、テーマ曲の新しいバリエーションもマレイ・ゴールドに作曲され放送された。「11番目の時間」の終わりに、ドクターは新しいソニック・スクリュードライバーと、内装を模様替えして外装は1963年から1966年に使用されていたもの似たターディスを手に入れた。以前のターディスの内装は「11番目の時間」の冒頭に登場し、制御盤のタイム・ローターは「時の終わり」で使用された爆発の特殊効果のため作り直さなくてはならなかった。
前回「時の終わり」ではデイヴィッド・テナントのドクターとしての任期が終わり、マット・スミスの演じる新しいドクターの再生が描かれた。元々モファットは中年の俳優をキャスティングしようと考えていたが、彼とウェンガーは26歳のスミスに容易く決定した。カレン・ギランはドクターの新しいコンパニオンエイミー・ポンドとしてキャスティングされた。彼女は以前に第4シリーズ「ポンペイ最後の日」に出演し、キャスティングディレクターのアンディ・プライアーがモファットに彼女を提案した。ギランは地元のスコットランド英語とイングランド英語の両方のアクセントで役のオーディションを受け、ギランのキャスティングの後にエイミーはスコットランド英語を話す設定となった。

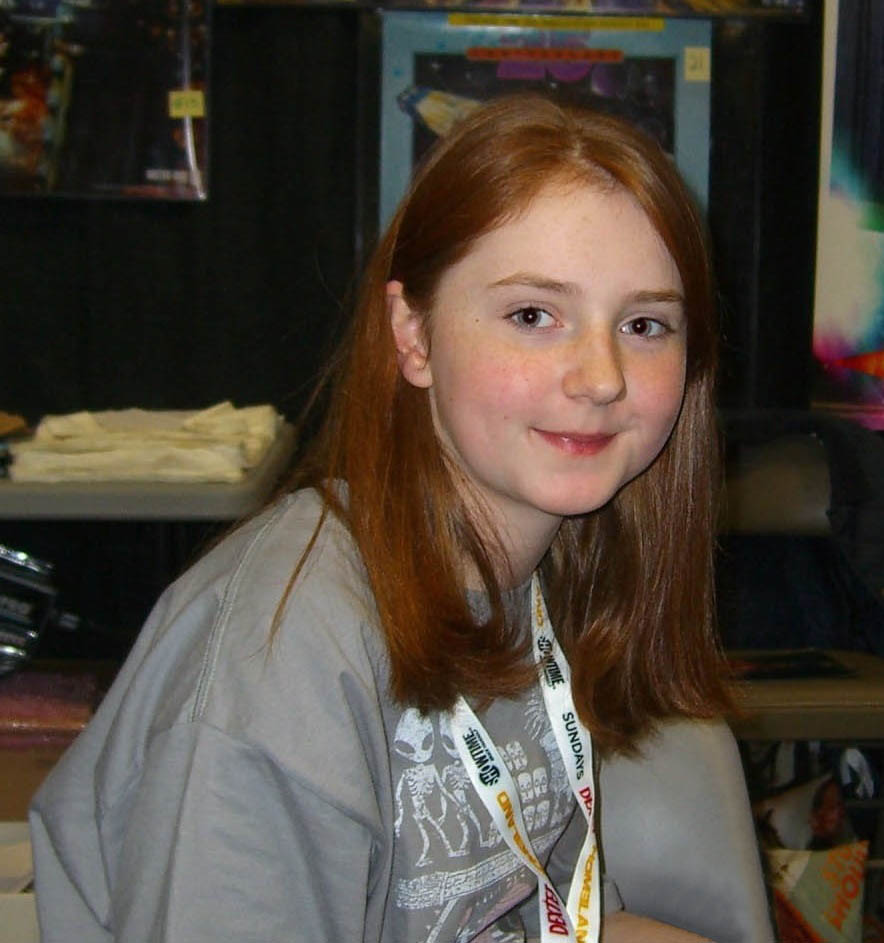
ケイトリン・ブラックウッド

アメリアとして知られる幼少期のエイミーはカレン・ギランの実際の従妹ケイトリン・ブラックウッドが演じた。ギランはブラックウッドを推薦したものの、ブラックウッドは正式な演技の経歴がないまま厳しいオーディションをまず受けなくてはならなかった。また、「11番目の時間」ではアーサー・ダーヴィルがローリー・ウィリアムズ役でデビューし、後の第6シリーズでレギュラー出演することとなる。ダーヴィルがオーディションで目立っていた様子が非常に面白かったとモファットは主張した。『イーストエンダーズ』の出演者ニーナ・ワディアはレドワース病院の医師の役に選ばれた。ワディアはかつてアダム・スミスと働いていたためこの役に選ばれたのだと推論した。パトリック・ムーアは本人役でビデオ会議のシーンに出演したが、彼の台詞全てが最後のカットを免れたわけではなかった。ムーアの上に表示された男性はアダム・スミスの兄弟である。犬のように吠えたプリズナーゼロの化身を演じたマルチェロ・マグニは既に犬の役で仕事をしていた。アカデミー賞も受賞している女優オリヴィア・コールマンと『アンブレラ・アカデミー』の出演者トム・ホッパーはそれぞれプリズナーゼロの化身、ジェフの役で出演した。

### 脚本

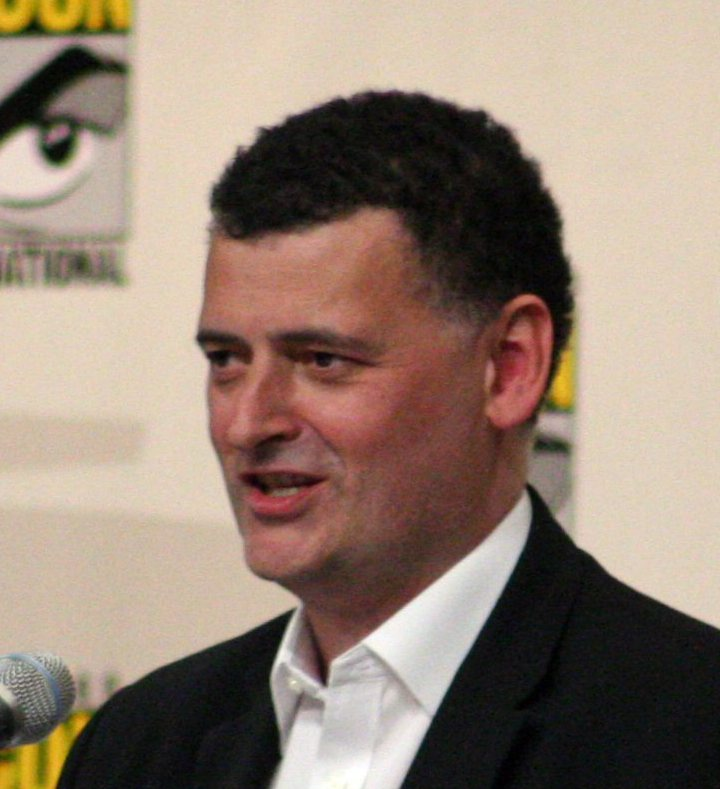
「11番目の時間」はスティーヴン・モファットが筆頭脚本家およびエグゼクティブ・プロデューサーとして初めて執筆したエピソードである。

エピソードタイトルは一種の言葉遊びで、11代目ドクターの登場を意味するだけでなく、ドクターがアメリアとの約束に遅れたことを「土壇場の」「ギリギリの」といった意味のフレーズで表現している。DVDのコメンタリーでは、モファットは当初のタイトルが The Doctor Returns だったと言い、新しいドクターと新しいコンパニオンを紹介し、新しくかつ古い番組であることを観客に納得させ、テンポの速いストーリーを提供しなければならなかったため、これまでに書いた脚本の中で最も難しいものだったと語った。伝統的にドクターは再生の後に休息を取るが、モファットはそうではなくドクターに世界を救わせる方が面白いと考えた。彼は本作を一日がどんどん悪くなっていく男の喜劇と表現した。モファットは、ロンドンとロンドン出身のコンパニオンが定番になり、視聴者がそれに飽きてしまったと考え、架空の村であるリードワースを舞台にエピソードを設定した。スコットランド人のモファットは、このエピソードをスコットランドの村でロケするかどうかを議論した。モファットは、アメリアが型破りな少女であるという考えに沿って、最終的にイングランドに決定した。
エピソードを通して、ドクターは新しい身体と嗜好に徐々に慣れ、新しい性格を身につけながら、一定しない動きで行動する。新しい衣装を選んだ後でドクターはようやくその場にぴったりと馴染んだと、ウィリスは述べた。屋上のシーンはオリジナルの脚本にはなく、ドクターは単純に病院から脱出してターディスへ戻るだけであった。ドクターが正式に紹介されておらず、以前の数多くのドクターが静かに服を選んだように11代目ドクターも多くの衣装から服を選ぶべきだ、とモファットは感じた。主要なストーリー・アークはドクターが成長したエイミーに会うことである。時間の経過に伴ってドクターとコンパニオンの関係が大人になりすぎていると感じたモファットは、彼氏彼女ではなくピーター・パンとウェンディ・モイラー・アンジェラ・ダーリングのような純真な関係を作ろうと考えた。視聴者とドクターとの関係は年齢に関係なくこのような関係である、と彼は考えていた。ドクターがエイミーの家へ戻ってきた時、彼が以前に会った7歳の頃とは全く違う人物に彼女は成長していた。モファットは、ドクターが戻ると言う約束を守らなかったため彼女はドクターをイマジナリーフレンドとして受け止めざるを得ず、それゆえ彼女がタフな要素を発達させて不信的でひねくれた人物になったと説明した。ローリーは完全にエイミーへの恋に落ちているが、エイミーは彼を愛していることを受け入れるよりも先に冒険を望んだ。モファットはローリーを、エイミーの想像上のドクターの影で成長した人と表現した。
モファットは息子の寝室の壁のひび割れにインスパイアされ、このアイディアを第5シリーズのストーリー・アークに発展させた。そのようなひび割れの中に面白いものが住んでいると子供が思うかもしれないと彼は考えた。アメリアの家の隠された部屋は、祖母の家に存在しない隠れた部屋があるという、モファットが繰り返し見た子ども時代の夢に基づいている。モファットは本作の怪物に巨大な目玉をデザインすることに乗り気であった。星に巨大な眼球が備わっているアトラクシのデザインについて、このアイディアは自身が子供の頃にドクター・フーのモンスターを描いていたので、子供にも描きやすいとコメントした。これらの側面は『ドクター・フー』の "家庭的なスケールの恐怖" という原則を反映している。モファットはプリズナーゼロの犯罪を説明するシーンを執筆したが、誰も気にしないと考えた彼は当該シーンをカットした。
ドクターは墜落しつつあるターディスに辛うじてしがみついてロンドン上空を飛んでいく冒頭のシーンは、「時の終わり」の再生の結末と本作でのエイミーの庭への墜落の橋渡しとして後で脚本に追加された。ターディスの外に掴まってロンドンに墜落しかける様子を描写することで、大きな過程で小さな町を舞台にしたエピソードを始めることができ、面白くなるとモファットは考えた。また、A・A・ミルンの The House at Pooh Corner で、ティガーが全ての物が好きだと主張するが麦芽エキスが好きだと分かるまで提供された全ての食べ物をはねのけるシーンを、モファットは引用した。モファットの改変した脚本では、新しく再生したドクターは白身魚のフライとカスタードクリームを除いてアメリアが彼に差し出した食べ物を全て拒絶した。モファットは、子供たちにアピールすることが番組の成功に重要であると感じていた。ドクターがジェフのノートパソコンを使ってコンピュータウイルスを作成するシーンは、元々はドクターが学生のパソコンを使う教室が舞台だったが、製作上の理由で変更された。本作でドクターはターディスの扉を開けるのにフィンガースナップを使用しており、これは第4シリーズ「静寂の図書館」「影の森」でリヴァー・ソングに10代目ドクターが教わったものである。また彼は "wibbley-wobbley, timey-wimey" や "some cowboys in here" という台詞を発言しているが、これはモファットが執筆した第3シリーズ「まばたきするな」と第2シリーズ「暖炉の少女」に由来する。

### 撮影と効果
本作は2009年9月に読み合わせが行われた。本作は第5シリーズの第1話であったが、最初に撮影されたわけではなかった。本作は第2話から第5話の完成後、第3製作ブロックで撮影された。スミスはドクターが後のエピソードでどのように行動するかに注意し、本作を彼のキャラクターの確立に使用した。計画では、スミスの前任者の痕跡を残すことになっていたが、エグゼクティブ・プロデューサーたちはスミスが "よそ者" であることを望んでいた。このエピソードの監督を務めたアダム・スミスは本作の脚本に惹かれ、マット・スミスの舞台を見てから一緒に仕事をするようになった。スミスは本作の監督について、従来と同じだが僅かに異なるものにしてほしいと依頼を受けた。目標はより映画的で不思議な作品にすることで、スミスは映画『E.T.』やティム・バートンの作品にインスピレーションを受けた。
アメリアの家は不気味だが一般的に見えるよう、城を思い起こさせるようデザインされた。レドワースを舞台にした大半のシーンは2009年9月29日、10月5日から7日、11月20日にカーディフのランダフ村で撮影された。ドクターの思考プロセスを表現したストップモーション・アニメーションのシーン用の写真は10月5日に撮影された。撮影はコンピューターではなく製作チームのメンバーによって行われたため完璧な結果ではなかったが、アダム・スミスはそれがむしろ有機的な印象を与えていると考えた。集中豪雨に悩まされた製作チームは、レドワースの最後のシーンを撮影するために11月20日に現地へ戻った。製作スタッフは、レドワース特有の花や道路標識、記念品などを加えて、この地域に装いを施した。
ターディスにドクターがぶら下がるシーンはグリーンスクリーンの前で撮影され、ロンドンの空中ショットはヘリコプターで撮影された。スミスは当該シーンがCGIに大きく依存していたため視覚化するのが難しかったと主張した。当該シークエンスのほぼ全シーンが視覚効果のショットであり、ロンドン上空を3Dのターディスが飛んでCGのドクターが空中ショットの中でターディスにぶら下がるシーンもあった。モファットは、最後の映像素材にミレニアム・ドームが映り込んでいることに気付き、この建物が1996年には建設されていなかったため当時を舞台にすることができないと気づいた。再撮影するのではなく、モファットはターディスが時代を遡ってアメリアの庭で実体化したと説明した。ポストプロダクションでは、30トラックのサウンドエフェクトとマレイ・ゴールドが当該シークエンスのために作曲した音楽、スミスの唸るような音が追加された。主に音楽による導入シークエンスはニッキー・ウィルソンが製作に携わり、彼はスペシャルサンクスとしてクレジットされた。
アメリアがドクターを庭で待つ間、カメラは彼女の家に戻り、おそらくプリズナーゼロと思われる影が通り過ぎるシーンが描写された。実際にはこれはシーズンフィナーレ「ビッグバン」を意図した映像素材のマット・スミスであった。元々、ドクターがかつて渡されたリンゴを見せてエイミーの記憶の男であることを確認するシーンは、ペースの問題と、その事実が前のシーンで確立されていたためにカットされていた。その後、前のシーンはカットされ、リンゴのシーンが復活した。雨のため、ドクターがソニック・ドライバーでアトラクシの注意を引こうとするシーンは単純化せざるを得なかった。アダム・スミスは対峙のシーンを西部劇に基づかせた。ソニック・ドライバーの破損は、マット・スミスの袖を伝って受信機に接続された電線がソニック・ドライバーに到達した電荷によって作動する、ドライバーの内部に隠された火花のエフェクトによって成し遂げられた。特殊効果チームのリーダーであるダニー・ハーグリーヴスが遠隔操作で装置を起動した。報告に反して、マット・スミスがそのエフェクトで負傷することはなかった。魚のフライとカスタードのシーンは撮影に12テイクを要した。白身魚のフライは実際にはココナッツの味付けがなされたパンで、マット・スミスはそれを14本食べたと推定した。

## 放送と反応
「11番目の時間」はイギリスでは2010年4月3日に BBC One で初放送された。当夜の視聴さ数は BBC One および BBC HD での同時放送で800万人と報告された。最終的に算出された視聴者数は BBC One で959万人、BBC HD で49万4000人に上り、トータル1008万人に達した。これは各シーズン第1話で最も多く視聴されていた「マネキンウォーズ」に次ぐ記録であり、『ドクター・フー』の2005年の復活以降のエピソード全体でも8番目に高い数字を誇った。その週全体の BBC One の番組では2番目に視聴者数が多く、全チャンネルでも4番目であった。本作の Appreciation Index は86("excellent")であった。
また、本作はオンラインの BBC iPlayer でも人気を博した。放送の一週間以内に「11番目の時間」は BBC iPlayer で127万人の視聴者を獲得し、1週間で最多のリクエスト数を記録した。2010年に224万1000人の視聴者によりその年で最も多くリクエストされたエピソードとなり、『ドクター・フー』は同サービスで最も多く視聴された番組の名を得た。
「11番目の時間」はアメリカ合衆国では2010年4月17日にBBCアメリカで初めて放送され、カナダでは同日にスペースで放送された。BBCアメリカでは平均視聴者数120万人を記録し、うち90万人が25歳から54歳の成人であった。本作はオーストラリアではABC1で4月18日に放送された。オーストラリア放送協会(ABC)のwebサイトiViewではテレビ放送2日前にあたる4月16日から視聴ができた。BBCは『Doctor Who Confidential』の編集に2週間を要した。「11番目の時間」の放送時間が1時間であったためABCに『Doctor Who Condidential』用の余地はなかったが、ABCは権利を有していたため『Doctor Who Confidential』をiViewで利用できるようにした。「11番目の時間」はニュージーランドでは5月2日に Prime Television New Zealand で放送された。
日本では2015年5月6日午後10時からAXNミステリーで65分枠のプレミア版が初放送され、6月からのレギュラー放送では6月4日に次話「眼下の獣」と2話連続で放送された。地上波での初放送は2017年9月9日が予定されていたが、9月10日の午前2時35分に放送されることとなった。

### 批評家の反応
「11番目の時間」は批評家から肯定的にレビューされた。デイリー・テレグラフのベンジー・ウィルソンは「馬鹿馬鹿しいが正しいと感じた。狂気的で、エイリアンがいて、真新しいが非常に古くもある。キャスティングディレクターにA+。スミスにA+。」と綴った。また、彼はギランについて110%釘付けになったと述べた。彼はプリズナーゼロの低予算CGIを隙間風よけになぞらえたものの、モファットがプリズナーゼロの姿を人間に変えさせたことで弱点を強みに変えたとベンジーは述べた。
ガーディアンのダニエル・マーティンは「11番目の時間」を完全なる勝利と形容し、不安定な再生で時間を賢く無駄にしすぎない物語だったとした。彼はスミスを称賛したが、「ジェロニモ！」("Geronimo!")というキャッチフレーズにはまだ何も感じないとコメントした。ラジオ・タイムズの批評家パトリック・マルケーンは、新しいテーマ曲には不信感を示したものの、マット・スミスのドクターが最も素晴らしいものになることは明らかであると信じ、カレン・ギランも称賛した。また、彼はモファットの脚本についても、面白い会話や演出の豊富さなどを称賛した。Zap2itのサム・マクファーソンは本作にA+の評価を与え、明らかに自分の大好きなエピソードであると言い、スミスとギランのデビューと再デザインされたターディスを称賛した。同じくZap2itのポール・ケートンも、監督アダム・スミスについて美しくエピソードを采配したと称賛し、エイミーのデビューやマット・スミスについても高評価した。しかし、彼はこのエピソードの欠点は「ややエフェクトが悪い」「やや軽めのストーリー」と考えており、新タイトルシークエンスを「絶対的に美しい」としながらも、テーマ曲の新しいバリエーションには疑問を感じていた。
SFXのデイヴ・ゴールダーは「11番目の時間」に星5つのうち5つ星を与え、子どもたちのドクターの認識の仕方をモファットが捉えていると考え、スミスとギランのデビューを称賛した。The A.V. Club の批評家ケイス・フィップスは本作にA-の評価を与え、スミスが大好きだと説明した。ただし彼は、11代目ドクターが10代目から十分に区別されているかについては確証を持てなかった。彼はギランについては即座に勝利したと褒めた。物語については、モファットの典型的な強い物語、キャラクターの鋭いセンス、効果的なプロットの例外でないとした。The Chicago Tribune のモーレーン・ライアンは、エピソードにはほとんど冗談のような時もあるが、導入としてうまく機能したと主張した。彼女はシリーズがスミスとギランの良い手にあると感じたが、アトラクシについては驚くほど静的で最終的に面白くないと嘲笑い、物語について中身が少ないと批判した。IGNのマット・ウェールズは本作を10点満点で8点と評価し、番組の連続性に合致していること、特にドクターとしてのスミスの演技を称賛した。しかし、彼は本作が "災難のプロット" でなければ素晴らしいオープニングエピソードだったとし、繋がりが弱く、バラバラの要素が満足のいくほどに固まっていないと感じた。 彼は物語が中だるみしておりCGのエフェクトもわずかにダサくて本作を完璧でないと述べたが、それでも数多くの面で素晴らしいと考えた。ニューヨーク・タイムズの批評家マイク・ヘイルは本作がよく整備された機械のように上手く行ったと評価したが、デイヴィスが製作総指揮を担っていた頃のような突飛な高揚感がなく日常的であるとも綴った。彼はギランについて有望そうであると指摘した一方、彼はスミスがテナントにあまりにも似ている印象を抱き、自分自身の役を作り始める必要があると感じた。
Den of Geek は本作を "Best TV Episodes of 2010" の記事で『ドクター・フー』のハイライトに選んだ。2011年には、第6シリーズの放送の後、デジタル・スパイが本作を「いまだスミスとモファットの最も素晴らしい時間」と呼んだ。デジタル・スパイはまた、2013年に「11番目の時間」を番組全エピソードで7番目に良いエピソードに認定した。
本作には批判も寄せられており、その内容はエイミーのキャラクターやキソグラムを生業にしていることが家族向け番組にしては性的すぎるというものであった。エイミーと同年代の女の子は短いスカートを履くことが多く、それはエイミーが自信を持っていることを示している、とギランはエイミーを擁護した。エグゼクティブ・プロデューサーのピアーズ・ウェンガーは「キソグラムの件は、コンパニオンに気が強くて率直でちょっとした女性をスティーヴン求めていたことを反映した。エイミーはおそらくドクターが一緒に旅をした中で最もワイルドなコンパニオンだが、彼女は性的に乱れているではない」と述べた。

## ホームメディア
「11番目の時間」はリージョン2のDVDとブルーレイで第5シリーズ「眼下の獣」と「ダーレクの勝利」と同梱されて2010年6月7日に発売された。2010年11月8日には完全版第5シリーズDVDボックスとしても再発売された。
日本語版DVDは2014年10月3日に『ドクター・フー ニュー・ジェネレーション DVD-BOX 1』に同梱されて発売された。

## 書籍
Pearson Education はトレバー・ベクセンデールによる本作のノベライズを2011年5月に出版した。